# لیودمیا میخائیلوفسکایا
لیودمیا میخائیلوفسکایا (انگلیسی: Lyudmila Mikhaylovskaya؛ زادهٔ ۲۱ اکتبر ۱۹۳۷) بازیکن والیبال اهل روسیه است.آلیا سزار آلیا سزار